# Konami GQ
Konami GQ es una placa de arcade creada por Konami destinada a los salones arcade.

## Descripción
El Konami GQ fue lanzada por Konami en 1995 y está basada en el hardware de PlayStation.
El sistema posee un procesador R3000A de 32 bit RISC a 33.8688MHz, y el audio lo gestionaba el 68000, que manejaba dos chips de audio 054539 (PCM, 8 Chanales) y un TMS57002.
En esta placa funcionó solo 1 título.

## Especificaciones técnicas

### Procesador
- R3000A 32 bit RISC processor, Clock - 33.8688MHz, Operating performance - 30 MIPS, Instruction Cache - 4KB. 
  - BUS: 132 MB/sec.
  - OS ROM: 512 Kilobytes

### Audio
- 68000 @ 16MHz

Chip de sonido
- - 2 x 054539 (PCM, 8 Channels) and TMS57002 (effects DSP)

### Memoria Ram
- 2 Mb.

### Tarjeta gráfica
- 360,000 polígonos/seg, dibujado sprite/BG , frame buffer ajustable, No line restriction, 4,000 8x8 pixel sprites con escala y rotación individual , fondos simultáneos (Parallax scrolling).
  - Efectos de Sprite: Rotation, Scaling up/down, Warping, Transparency, Fading, Priority, Vertical and horizontal line scroll.
  - 16.7 million colors, Unlimited CLUTs (Color Look-Up Tables).
  - otros: custom geometry engine, custom polygon engine, MJPEG decoder.

### Video
- Resolución 256x224 - 740x480 pixeles.

## Lista de videojuegos
- Crypt Killer / Henry Explorers